# Stanisław Pastecki
Stanisław Zygmunt Pastecki (* 12. November 1907 in Warschau; † 24. Februar 1988 in Alhambra, Kalifornien, USA) war ein polnischer Eishockeyspieler.

## Karriere
Stanisław Pastecki spielte auf Vereinsebene für Legia Warschau. Mit der Mannschaft gewann er in der Saison 1932/33 den polnischen Meistertitel.

### International
Für die polnische Eishockeynationalmannschaft nahm Pastecki an den Olympischen Winterspielen 1928 in St. Moritz teil. Insgesamt bestritt er vier Länderspiele für sein Heimatland.

## Erfolge und Auszeichnungen
- 1933 Polnischer Meister mit Legia Warschau